# Copa do Mundo de Futebol Americano
A Copa do Mundo de Futebol Americano é uma competição disputada desde 1999, com periodicidade quadrienal, sendo organizada pela Federação Internacional de Futebol Americano (em inglês: International Federation of American Football), a IFAF.
Os Estados Unidos fizeram a sua primeira participação em 2007 com os jogadores da NCAA e NAIA. Este selecionado é o atual campeão do evento, além de ser o recordista de títulos no mesmo.
A seleção brasileira se fez presente pela primeira vez neste torneio em 2015. O Brasil chegou a almejar receber a edição de 2019 desta competição, cuja sede eleita foi a Austrália e o torneio postergado primeiramente para 2023. Em outubro de 2022, a IFAF anunciou que a edição de 2023 foi adiada para 2025, incluindo uma mudança de sede, da Austrália para a Alemanha.

## Edições
Segue-se, abaixo, o histórico das edições já realizadas desta competição.
| Ano           | Sede           |                | Final               | Final  | Final    |        | Decisão 3º lugar | Decisão 3º lugar | Decisão 3º lugar |
| Ano           | Sede           | Vencedor       | Placar              | Vice   | 3º lugar | Placar | 4º lugar         |                  |                  |
| 1999 Detalhes | Itália         | Japão          | 6–0 (prorrogação)   | México | Suécia   | 38–13  | Itália           |                  |                  |
| 2003 Detalhes | Alemanha       | Japão          | 34–14               | México | Alemanha | 36–7   | França           |                  |                  |
| 2007 Detalhes | Japão          | Estados Unidos | 23–20 (prorrogação) | Japão  | Alemanha | 7–0    | Suécia           |                  |                  |
| 2011 Detalhes | Austria        | Estados Unidos | 50–7                | Canadá | Japão    | 17–14  | México           |                  |                  |
| 2015 Detalhes | Estados Unidos | Estados Unidos | 59–12               | Japão  | México   | 20–7   | França           |                  |                  |
| 2025 Detalhes | Alemanha       |                |                     |        |          |        |                  |                  |                  |

Nota: o mundial que seria realizado em 2019 postergou-se para quatro anos a frente, segundo a IFAF, por razões administrativas internas. Contudo, a Austrália foi mantida como sede para a edição de 2023, bem como um calendário de eventos da entidade foi anunciado, na ocasião, como sendo correspondente ao período entre os anos de 2020 e 2024. Posteriormente, em setembro de 2022, a IFAF anunciou o adiamento e a mudança de sede do evento, para a Alemanha em 2025.

## Desempenho histórico

### Participações por equipe
| Seleção        | 1999 (6) | 2003 (4) | 2007 (6) | 2011 (8) | 2015 (7) | 2025 TBD |
| -------------- | -------- | -------- | -------- | -------- | -------- | -------- |
| Alemanha       | -        | 3º       | 3º       | 5º       | -        |          |
| Austrália      | 5º       | -        | -        | 8º       | 5º       |          |
| Áustria        | -        | -        | -        | 7º       | -        |          |
| Brasil         | -        | -        | -        | -        | 7º       |          |
| Canadá         | -        | -        | -        | 2º       | -        |          |
| Coréia do Sul  | -        | -        | 5º       | -        | 6º       |          |
| Estados Unidos | -        | -        | 1º       | 1º       | 1º       |          |
| Finlândia      | 6º       | -        | -        | -        | -        |          |
| França         | -        | 4º       | 6º       | 6º       | 4º       |          |
| Itália         | 4º       | -        | -        | -        | -        |          |
| Japão          | 1º       | 1º       | 2º       | 3º       | 2º       |          |
| México         | 2º       | 2º       | -        | 4º       | 3º       |          |
| Suécia         | 3º       | -        | 4º       | -        | -        |          |

### Premiações
| Ordem | País           | Medalha de ouro | Medalha de prata | Medalha de bronze | Total |
| ----- | -------------- | --------------- | ---------------- | ----------------- | ----- |
| 1     | Estados Unidos | 3               | 0                | 0                 | 3     |
| 2     | Japão          | 2               | 2                | 1                 | 5     |
| 3     | México         | 0               | 2                | 1                 | 3     |
| 4     | Canadá         | 0               | 1                | 0                 | 1     |
| 5     | Alemanha       | 0               | 0                | 2                 | 2     |
| 6     | Suécia         | 0               | 0                | 1                 | 1     |
| Total | Total          | 5               | 5                | 5                 | 15    |